# Josef Kšica mladší
Josef Kšica mladší (* 15. dubna 1952 Opava) je český varhaník, cembalista, sbormistr a hudební skladatel, od roku 1999 regenschori v pražské svatovítské katedrále. Jeho otcem byl hudební pedagog Josef Kšica starší. Manželka Pavla Kšicová rozená Bušová je koncertní pěvkyně (mezzosopranistka), synové Přemysl Kšica působí jako varhaník a Pavel Josef Kšica jako pěvec-baryton.

## Život
Vystudoval gymnázium v Bystřici nad Pernštejnem, kde strávil dětství, brněnskou konzervatoř a hru na varhany na Hudební fakultě Akademie múzických umění v Praze.
Působil nejprve jako korepetitor Pražského mužského sboru (od roku 1981), zpěvák Pražského filharmonického sboru (1985–1992) a také jako varhaník, a to zejména v kostele Nejsvětějšího srdce Páně na pražských Vinohradech.
V roce 1990 se podílel na založení Pražského komorního sboru, v němž pak pracoval jako sbormistr, varhaník a korepetitor. Roku 1999 se stal ředitelem kůru v katedrále sv. Víta, Václava a Vojtěcha a založil Dětský katedrální sbor, se kterým se účastní českých i zahraničních hudebních festivalů.

## Dílo
Jako skladatel se zabývá zejména úpravami staré hudby pro novodobá provedení. Mezi jinými byla realizována následující díla:
- Antonio Caldara:
  - Dixit Dominus
  - Gloria
  - Missa Concertata
- Josef Antonín Sehling:
  - Messe Pastorale
  - Mottetto per la Nativita
  - Offertorium ex A#
  - Pastorella á basso solo
- Jan Antonín Koželuh:
  - Litaniae De Beata
  - Messe Solennelle in D